# みなべ町立図書館中央館
みなべ町立図書館（みなべちょうりつとしょかん、英: Minabe Town Library）は、和歌山県日高郡みなべ町にある公共図書館である。愛称は「ゆめよみ館」。

## 概要
周辺には、小・中・高等学校、幼稚園などの教育機関が集まっているほか、金融機関、郵便局、JR南部駅、商店街、保健センターなど生活動線にもアクセスしやすい非常に立地条件に恵まれた場所に位置している。
近くにある小・中・高等学校の児童や生徒に活用してもらうため、児童用図書を充実させており、生涯学習の拠点として、町民のサロンとして、また、心のオアシスとして地域の方々に利用されている。

## 沿革
- 1999年 - 旧役場庁を解体し、着工。
- 2000年11月11日午前11時11分11秒 - 生涯学習センターの整備に次いで、生涯学習の拠点としてオープン。みなべ町市街地の中心地、旧役場庁舎跡地に単独の図書館として新築された。オープン当初は南部町立図書館といった名称であったが、2005年10月1日南部町と南部川村の合併によりみなべ町立図書館中央館となる。

## 開館日時
- 開館時間：午前10時 - 午後6時30分
- 休館日：

月曜日（祝日と重なる場合は閉館）
館内整理日（月末が土・日曜日と重なる場合は月末の金曜日、月曜日と重なる場合はその翌日）
年末年始（12月28日から翌1月4日）
図書館点検整理日（6月中）
分館
- 平日：午前8時30分 - 午後5時15分
- 土曜日：午前10時 - 午後4時（上南部分館、高城・清川分室）

- 上南部分館 みなべ町谷口301-4
- 高城分室 みなべ町広野9
- 清川分室 みなべ町清川2223-3
- 岩代分室 みなべ町西岩代1648

## 施設概要
- 鉄骨2階建て。

### 1階
ブラウジングコーナー

ゆったりとしたソファーでくつろぎながら、新聞、雑誌などの軽読書が楽しめる。雑誌のバックナンバーは、雑誌によって異なるが、最低過去5年間は保存している。また貸し出しも可能。
ギャラリー

ブラウジングコーナーの一角に必要に応じて特設される。創作作品の交流の場あるいは美的感動を与える場として位置づけてられており、町内の方々の作品発表の場としても使用されている。
また、アンティークオルゴールが設置されており、きめられた時間に美しい音色が流れている。
一般開架コーナー

書棚と書棚の間を広くとっているため、車いす、ベビーカー等で通行ができる。仕事や暮らしに役立つ実用書から趣味や娯楽書に至るまで、あらゆる用途に間に合うように図書をそろえている。
対面朗読室

朗読により目の不自由な方にも読書を楽しんでいただける。
インターネットコーナー

こちらの端末から、インターネットが利用可能。カウンターにて申し込みが必要。また、館内では無線LANも利用可能。
レファレンスカウンター

AVコーナー

館内のDVD、ビデオ、CDの視聴ができる（※貸し出し手続きが必要）。
参考図書コーナー

辞書、図鑑、調査研究に役立つ資料を配架している。
地域資料コーナー

みなべ町の資料をはじめ、近隣市町村や和歌山県に関する資料、郷土出身者の詩集やエッセイなどの著作を収集配架。また、郷土の特産物である「梅」「炭」の資料や、町に深いかかわりのある「ウミガメ」「有間皇子」の資料も数多く収集している。

### 2階
会議室

いろいろな行事や催しを行っている。講座・お楽しみ会、ビデオ上映会など、図書館を楽しみながら本に親しんでもらえるよう、さまざまな企画を行っている。
児童開架コーナー

子どもたちの感性や想像力が育まれるよう、さまざまな本を収集している。児童が利用しやすいように低書架にし、児童用の机、椅子を設置している。
おはなしコーナー

座り込める床で、くつろぎながら本が読める。

## サービス

### 貸出
図書・紙芝居・雑誌を合わせ、1人10冊まで2週間借りることができる。
CD・DVD・ビデオ・カセットテープは1人2点まで、2週間借りることができる。

### 延長
予約が入っていない場合は延長すると更に2週間借りることができる。

### 返却
図書館が閉まっている際には「返却ポスト」を利用することができる（※CD、ビデオ、カセットテープ、紙芝居、大きい本は壊れやすいため返却ポスト不可）。

### レファレンス
日常生活での疑問や、調査研究など、調べものをする際に利用可能。

### おはなし会
ゆめよみ館で行われている定例行事。毎週土曜日の午前10時30分から2階の会議室で行われている。
0歳～3歳児向けのおはなし会は毎月第2・4木曜日の午前10時30分から同じく2階の会議室で行われている（令和5年1月時点）。